# Владислав Йонима
Владислав Йонима (на албански: Vladislav Jonima; † след 1319 г.) е албански благородник от XIV век.

## Живот
Владислав Йонима е от знатния род Йонима. Хърватският историк Милан Шуфлай (1879 – 1931) смята, че той е потомък на севаст Йонима, споменат в източници от 1274 г.
Владислав Йонима служи отначало на сръбския крал Стефан II Милутин, като владее области от Кралство Сърбия в района на Дукля и Северна Албания. Именно в сръбския кралски двор присъства той през 1303 г. През 1306 г. той носи титлата „жупан“ на крал Милутин.
Споменат е и в папска була от 1319 г.
За последно Владислав се споменава през 1319 г., като участник в католическа коалиция на Кралство Албания, водена от Филип I, принц на Таранто, на чиято страна очевидно е преминал срещу Милутин. Йонима е споменат като „граф на Дукля и крайбрежна Албания“ (dilecto filio Bladislao Gonome, Dioclee et Maritime Albanie comiti). Областите под негов контрол изглежда са свързани с популяризирането на католицизма от кралица Елена Анжуйска. Според някои този съюз е създаден срещу сръбското кралство.